# Villa Van Dyck
La villa Van Dyck est située à Vichy (France).

## Localisation
La villa est située sur la commune de Vichy, au 9 rue Hubert-Colombier, dans le département de l'Allier, en région Auvergne-Rhône-Alpes.

## Description
Elle s'inscrit dans un ensemble qui se compose d'une villa principale, la villa Jurietti, propriété d'Hubert Colombier, et d'autres villas de styles différents, destinées à la location. La villa n°9, commandée sous le nom de Villa Flamande, justifie son appellation par son fronton pignon chantourné, sa lucarne en éperon garnie de potences, et le décor chargé de sa modénature.

## Historique
Hubert Colombier, bâtonnier au tribunal de Cusset et propriétaire de la banque de Vichy, fit bâtir de 1897 à 1900 un ensemble de villas formant une voie privée, sablée et fermée par une chaîne.
La villa est inscrite partiellement au titre des monuments historiques par arrêté du 2 mai 1988.

## Protection
Éléments protégés : les façades et toitures.

## Galerie

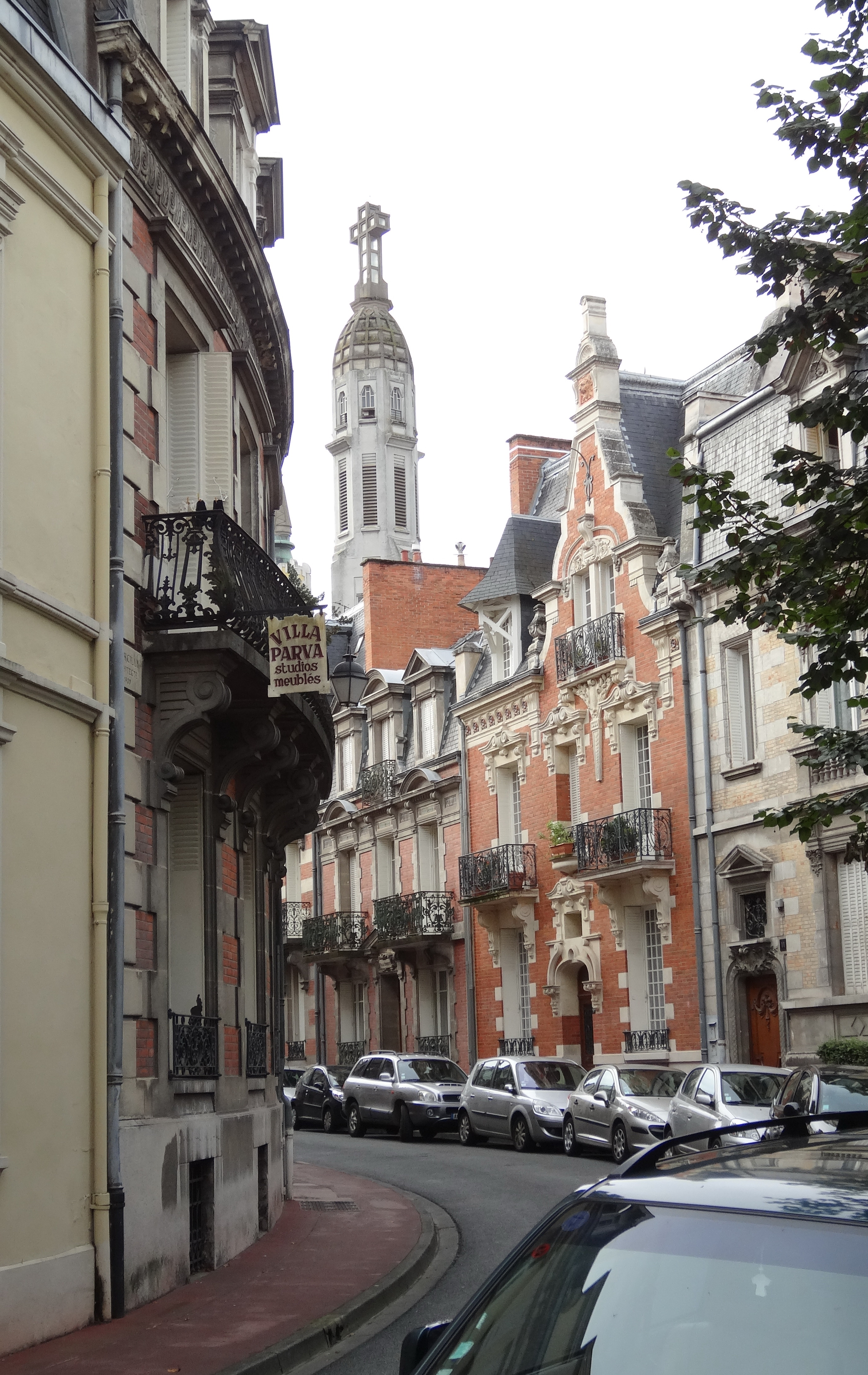